# Savoir faire
Savoir faire è il decimo album di Loredana Bertè, pubblicato nel luglio del 1984 su etichetta CBS.

## Descrizione
Venne registrato a Londra e fu l'ultimo prodotto da Ivano Fossati. L'album si apre con Ragazzo mio, scritta da Luigi Tenco. La cantante prosegue la collaborazione con Enrico Ruggeri, di cui interpreta tre brani, e incide anche Petala, secondo pezzo tratto dal repertorio di Djavan, tradotto da Fossati: l'anno successivo, la Bertè dedicherà un intero album (Carioca) all'artista brasiliano.
Ancora una volta si decide di non estrarre alcun singolo dall'album, e uno dei brani promossi fu Una sera che piove, scritta da Bernardo Lanzetti. Nel corso degli anni, la Bertè ha ripreso più volte questo brano nei vari concerti dal vivo.
La canzone Full Circle doveva essere promossa a livello europeo (vi suonò anche Phil Palmer), anche attraverso un videoclip, che però non fu mai realizzato.
Nelle versioni compact disc è presente il brano aggiuntivo Tv Color, scritto dal bassista Guido Guglielminetti.
L'album beneficiò di una solida promozione attraverso diversi passaggi televisivi nei più importanti programmi in prima serata del sabato sera come Fantastico 5 e Risatissima (edizione 1984-1985, dove la Bertè fu ospite fissa) e raggiunse la posizione n. 18, rimanendo nella top 50 degli album più venduti per un totale di 20 settimane; nella graduatoria annuale del 1984, l'album è presente alla posizione n. 88.
Savoir faire avrebbe dovuto essere promosso anche a livello europeo, ma il progetto non fu mai realizzato, anche se è possibile trovare edizioni del vinile destinate al mercato giapponese, tedesco e olandese.
L'album è stato ristampato su CD dalla CBS (466394 2).
Nel 2022 viene ristampato in vinile color rosa.

## Tracce
1. Ragazzo mio – 4:09 (Luigi Tenco)
2. Savoir faire – 4:23 (Enrico Ruggeri)
3. La curiosità – 4:32 (testo: Enrico Ruggeri – musica: Luigi Schiavone)
4. Petala – 4:21 (testo: Ivano Fossati – musica: Djavan)
5. Una sera che piove – 3:20 (Bernardo Lanzetti)
6. Was ist das? – 4:20 (Maurizio Piccoli)
7. Full circle – 4:25 (K.Hain, Phil Palmer)
8. Non finirà – 4:00 (testo: Enrico Ruggeri – musica: Luigi Schiavone)
9. Tv color – 3:50 (Guido Guglielminetti) – (Solo musicassetta e ristampa su CD)

## Formazione
- Loredana Bertè – voce
- Ivano Fossati – tastiera, chitarra elettrica, percussioni
- Phil Palmer – chitarra acustica, chitarra elettrica
- Kenny Craddock – tastiera
- Ian Maidman – basso
- Jamie Laine – batteria, drum machine
- Peter Veich – tastiera
- Luis Jardim – percussioni
- Gary Barnacle – sax
- Nicola Kerr, Mary Cassidy – cori